# مارماهی گرگی
مارماهی گرگی (نام علمی: Anarrhichthys ocellatus) نام یک گونه از تیره گرگ‌ماهیان است.